# Blyxa echinosperma
Blyxa echinosperma ist eine Pflanzenart aus der Familie der Froschbissgewächse (Hydrocharitaceae).

## Beschreibung
Die Stängel sind verkürzt. Die Blätter sind in einer basalen Rosette angeordnet, bandförmig, 10 bis 20 (selten bis 40) Zentimeter lang und 4 bis 7 Millimeter breit. Sie haben 7 bis 9 Blattadern und ein zugespitztes Ende. Die Spathas sind grün, 2 bis 5 Zentimeter lang und 2 Millimeter breit. Ihre Stiele sind schlank und 2 bis 12 Zentimeter lang. Die Blüten sind zweigeschlechtig. Die Kelchblätter sind grün, linealisch, ungefähr 6 Millimeter lang und 1 Millimeter breit. Die Kronblätter sind 1 bis 1,4 Zentimeter lang und 0,5 bis 0,8 Millimeter breit. Die drei Staubblätter sind 4 bis 6 Millimeter lang. Der Fruchtknoten ist schmal zylindrisch und 3 bis 7 Zentimeter lang. Die Griffel sind 0,6 bis 1,5 Zentimeter groß. Die Früchte messen 4 bis 7 Zentimeter. Die 30 bis 50 Samen sind spindelförmig oder länglich-spindelförmig und messen 1,5 bis 2 × ungefähr 0,8 Millimeter.
Die Art blüht und fruchtet von Juni bis Oktober.
Die Chromosomenzahl beträgt 2n = 42 oder 74.

## Vorkommen
Blyxa echinosperma wächst in Reisfeldern und Kanälen. Die Art kommt in Indien, Sri Lanka, Nepal, Bangladesch, Myanmar, Thailand, Malaysia, Indonesien, Papua-Neuguinea, Philippinen, Vietnam, China (Anhui, Fujian, Guangdong, Guangxi, Guizhou, Hebei, Hunan, Jiangsu, Jiangxi, Süd-Shaanxi, Sichuan, Zhejiang), Taiwan, Korea und Japan sowie Australien vor.

## Systematik
Die Art wurde 1873 von Charles Baron Clarke als Hydrotrophus echinospermus erstbeschrieben. Joseph Dalton Hooker stellte sie 1888 als Blyxa echinosperma in die Gattung Blyxa. Synonyme sind Blyxa aubertii Richard var. echinosperma (C. B. Clarke) C.D.K. Cook & Lüönd, Blyxa bicaudata Nakai, Blyxa ceratosperma Maximowicz ex Ascherson & Gürke, Blyxa shimadae Hayata und Blyxa somae Hayata.